# Звёзды на утреннем небе (спектакль МДТ)
 «Звёзды на утреннем небе»  — спектакль Академического Малого Драматического театра — Театра Европы, поставленный режиссёром Татьяной Шестаковой и художественным руководителем постановки Львом Додиным в 1987 году по пьесе Александра Галина

## О спектакле
Спектакль по пьесе Александра Галина, написанной в 1982 году, был поставлен в 1987 году — в самом начале перестройки, когда впервые стало возможно открыто говорить об асоциальных слоях общества. Действие спектакля происходит на 101-м километре, куда на время Московской Олимпиады были выселены «лишние» люди.
«Звёзды на утреннем небе» стал первым спектаклем на сцене МДТ, вышедшим без предварительного просмотра чиновниками. Спектакль пользовался огромным успехом у зрителей как в России, так и за рубежом во время многочисленных гастролей..
Спектакль находится в репертуаре театра более тридцати лет, поскольку поднимаемые в нём общечеловеческие темы актуальны и до настоящего времени.

## Создатели спектакля
- Художественный руководитель постановки — Лев Додин

- Режиссер — Татьяна Шестакова

- Художник — Алексей Порай-Кошиц
- Художник по свету — Олег Козлов

## Гастроли
- 1987 — Москва

- 1988 — Глазго (Англия), Брно (Чехословакия), Роттердам (Голландия), Торонто (Канада)

- 1989 — Токио (Япония), Гамбург (Германия), Роттердам (Голландия), Зальцбург (Австрия)

- 1990 — Орхус (Дания), Копенгаген (Дания), Осло (Норвегия)

- 1994 — Париж (Франция), Глазго (Англия), Манчестер (Англия), Нотингем (Англия)

- 1995 — Бухарест (Румыния)

- 1997 — Милан (Италия

- 1998 — Дублин (Ирландия)

- 2009 — Париж (Франция)

## Действующие лица и исполнители
Мария — Наталья Акимова, Анжелика Неволина, Дарья Румянцева
Анна — Татьяна Шестакова, Светлана Гайтан
Лора — Ирина Слезнёва, Татьяна Рассказова, Дана Абызова, Екатерина Клеопина , Екатерина Тарасова
Клара — Марина Гридасова, Наталья Фоменко, Арина фон Рибен, Надежда Некрасова
Александр — Владимир Осипчук, Сергей Бехтерев, Владимир Селезнев, Никита Васильев, Евгений Серзин
Валентина — Галина Филимонова, Татьяна Рассказова
Николай — Игорь Иванов, Сергей Козырев, Андрей Кондратьев, Евгений Санников

## Пресса
- Ольга Егошина. «Звеёздная история», Новые известия, 24 января 2013 Архивная копия от 6 февраля 2017 на Wayback Machine

- Галина Коваленко. «Лев Додин переосмысляет 80-е» Независимая газета, 7 июля 2016 Архивная копия от 14 марта 2017 на Wayback Machine

- Светлана СЕВАСТЬЯНОВА. «„Звёзды на утреннем небе“ не гаснут уже 14 лет»